# Robert Kurtz
Robert Kurtz CR (mit vollem Namen: Robert Joseph Kurtz; * 25. Juli 1939 in Chicago) ist ein römisch-katholischer Ordensgeistlicher und emeritierter Bischof von Hamilton in Bermuda auf den britischen Bermuda-Inseln.

## Leben
Robert Kurtz besuchte von 1953 bis 1957 die von Resurrektionistenpatres Weber High School in seiner Heimatstadt. Nach dem Schulabschluss trat er der Ordensgemeinschaft der Resurrektionisten bei und absolvierte das Noviziat in Winnetka. Am St. John Cantius Seminary in St. Louis und an der Saint Louis University studierte er Philosophie, Theologie und Spanisch. Am 11. März 1967 empfing er die Priesterweihe. Von 1967 bis 1971 arbeitete er als Spanischlehrer, danach war er Kaplan einer Gemeinde katholischer Hispanics in Chicago. Von 1981 bis 1993 war er Generalsuperior der Resurrektionisten. Von 1993 bis 1995 war er Missionar in Oaxaca (Mexiko).
Papst Johannes Paul II. ernannte ihn am 1. Juni 1995 zum Bischof von Hamilton in Bermuda. Der Apostolische Nuntius in Trinidad und Tobago, Eugenio Sbarbaro, spendete ihm am 15. September desselben Jahres die Bischofsweihe; Mitkonsekratoren waren Brian Leo John Hennessy CR, Altbischof von Hamilton in Bermuda, und Nino Marzoli CR, Weihbischof in Santa Cruz de la Sierra.
Papst Franziskus nahm am 13. Juni 2015 seinen altersbedingten Rücktritt an. Bischof Kurtz lebt in Westmont bei Chicago.